# Geografija avstrijske Koroške
Geografijo avstrijske Koroške, najjužnejše zvezne dežele Republike Avstrije zaznamuje lega v Vzhodnih Alpah in Celovški kotlini, ki je največja notranje alpska kotlinska pokrajina. V Celovški kotlini so najpomembnejša mesta, državni centri skozi zgodovino (keltskega Noriškega kraljestva, rimske province Norik, Karantanije ter novejših fevdalnih tvorb) kakor tudi jezera, ki so pomembna za turizem.

## Lega
Koroška ima obliko pravokotnika, ki je razteza od severa do juga približno 70 km (od 46°23' do 47°08' severne širinske stopinje). Od zahoda do vzhoda meri okoli 180 km od 12°40' do 15°03' vzhodne dolžinske stopnje. S površino 9536 km² je Koroška po velikosti peta od devetih zveznih dežel Republike Avstrije.
Koroška meji znotraj Avstrije na zahodu na Tirolsko (okraj Lienz), v severozahodu na Salzburg, v severovzhodu na avstrijsko Štajersko. Na jugu leži Koroška ob državni meji s Slovenijo (pokrajini Koroško in Gorenjsko) ter zahodno od nje ob državni meji z Italijo (oz. njenima regijama Furlanija - Julijska krajina h kateri pripada večjezična Kanalska dolina in avtonomna provinca Benečija, italijansko Veneto). Deželne meje tvorijo skoraj povsod gorski grebeni: na severu Visoke Ture in Krške Alpe, na vzhodu Golica, na jugu Karavanke in Karnijske Alpe ter na zahodu Lienški Dolomiti in skupina Šober (nemško Schobergruppe).
Na približno sredini ozemlja meri Koroška le približno 44 km s severa na jug. To in različne terenske formacije so privedle do razlikovanja med Zgornjo Koroško na zahodu, ki jo zaznamuje visokogorje ter na vzhodu t. i. Spodnjo Koroško, katere osrednji del predstavlja Celovška kotlina s svojimi rečnimi dolinami. Meja teče približno od gore Königstuhl v Krških Alpah v severu do Kepe (lokalno Jepa) v Karavankah na jugu in torej skozi Beljak. 
Sicer ima pojem Spodnja Koroška (enako kot Spodnja Štajerska) v nemščini lahko sugestivni slabšalni element, zato ga pogosto zamenjamo s pojmom Južna Koroška, ki pa ne pokriva povsem enako geografsko področje.
Južna Koroška je tako geografski kot kulturnozgodovinski pojem in zlasti obsega etnično ozemlje Slovencev v deželi, ki ga geografsko lahko enačimo s področjem dvojezičnega šolstva po odredbi 1959 od Šmohorja do Labota, na severu pa Kostanje, pobočje Štalenske gore in Svinške planine. 
Pojem Srednja Koroška je novejšega datuma in ni povsem določen in večinoma zajame področje med gorovjem Nockberge in Svinško planino. Deloma tudi nadomešča pojem Južna Koroška v tistih krajih, ki so v 19. in začetek 20. stoletja bili še povsem ali pretežno slovenski in so sedaj spremenili jezikovno rabo (blaženi Anton Martin Slomšek je pridigal svoje narodno prebuditeljske pridige v Možberku (Blatogradu).

## Pokrajine in geografske enote
| Geografske enote | Geografske enote | Geografske enote |
| Gorovja (številke) | Doline (velike črke) | Celovška kotlina (male črke) |
| --- | --- | --- |
| 1 Visoke Ture 1a skupina Velikega Kleka 1b skupina Šober (Schobergruppe) 1c skupina Sonnblick 1d skupina Sadnig 1e skupina Ankogel-Hochalm 1f skupina Reißeckg 1g skupina Hafner (Hafnergruppe) 1h skupina Kreuzeck 2 Krške Alpe 2a Zahodni Nochberge (Westliche Nochberge) 2b Vzhodni Nochberge (Östliche Nochberge) 2c Cobrški Nochberge (Afritzer Nockberge) 2d Motniške Alpe (Metnitzer Alpen) 2e gorovje Mödringbergzug 2f Vimiške gore (Wimitzer Berge) 2g Kotarško gorovje (Guttaringer Bergland) 3 Jezerske Alpe (Seetaler Alpen) 4 Svinška planina 5 Packalpe 6 Golica 7 Ziljske Alpe (Gailtaler Alpen ali Drauzug) 7a Lienški Dolomiti 7b skupina Lačur (Latschurgruppe) 7c skupina Reißkofel 7d Srednje Ziljske Alpe 7e Dobrač 8 Karnijske Alpe 9 Karavanke 9a Peca 10 Komelj 11 Kamniške Alpe | A1 Zgornja Dravska dolina A2 Lurnsko polje A3 Spodnja Dravska dolina B1 Zgornja dolina Mele (Oberes Mölltal) B2 Srednja dolina Mele (Mittleres Mölltal) B3 Spodnja dolina Mele (Unteres Mölltal) B4 Mallnitztal C1 dolina Liesertal C2 dolina Maltatal D Ziljska dolina D1 Lesna dolina D2 Zgornja Ziljska dolina D3 Spodnja Ziljska dolina D4 Višprijska dolina E Doline v Krških Alpah E1 Milštatska (Miljska) dolina E2 Gegendtal E3 depresija Kleinkirchheimer Senke E4 Zgornja Krška dolina E5 Sirnitzer Gurkenge (Sirniška ožina Krke) E6 Srednja Krška dolina E7 dolina Glodnice (Glödnitzer Tal) E8 Motniška dolina (Metnitztal) E9 Breško polje ("Friesacher Feld") F Labotska dolina F1 Zgornja Labotska dolina F2 Twimberger Graben F3 Spodnja Labotska dolina | a Beljaško polje b Baško-Vrbska depresija c Osojska dolina d Osojske Ture e Trško-možberško hribovje f gorovje doline Gline g dolina Gline h Gosposvetsko polje i Šentviško hribovje k Grobniško polje l Mostiško gorovje m dolina Krčice n depresija Launsdorf (Launsdorfer Senke) o Štalenska gora p Gosposvetsko gričevje ali tudi Hrebl(j)e oz. Hrebelja (vzhodni del) q Celovško polje r Velikovško podgorje / Velikovško Čezdravje s Gradniško hribovje / Šentpavelske gore t Labotska Dravska dolina u Gure v Zgornji Rož w Spodnji Rož x depresija Bele y Klopinjsko gričevje z Podjuna |
| Tabela oz. njena struktura sledi v dobri meri g. M. Seger v Mildner/Zwander 1999, str.. 34f. (ne pa slovenski toponimi) Oštevilčenje ni od navedenega avtorja. | | |

### Južna Koroška
Južna Koroška je geografski in kulturnozgodovinski pojem in zajame nekoč slovenske, danes dvojezične ali že ponemčene kraje in ga lahko enačimo s področjem uredbe o dvojezičnem šolstvu iz leta 1945 plus Celovec in Gospa Sveta. Predstavlja južni del dežele in vključuje od zahoda proti vzhodu Ziljo vzhodno od Šmohora, Beljaško kotlino z ali brez Beljakom, Gure do Kostanj nad Vrbskim jezerom v Osojskih Turah, Rož, Celovško polje s Celovcem, Velikovško Čezdravje z Velikovcem in Svinško planino, ter Podjuno, in južni del Labotske doline z Žvabekom.

## Gorovja
Avstrijsko Koroško sestavljajo vsepovsod gorovja. Medtem ko dominira na Zgornjem Koroškem visokogorje (kjer se je zlasti ohranilo veliko število imen karantansko-slovenskega izvora) imajo na Spodnjem Koroškem Labotske Alpe nižje vrhove. Drava, ki preteče skoraj vso deželo od zahoda do vzhoda pri tem loči področja s starimi kamninami od Apneniških Alp. Izjemo predstavlja Goldeck, ki je edini staro kamninski blok južno od Drave.

### Centralne Alpe
Avstrijsko Koroška gorovja avstrijskih Centralnih Alp so:

#### Visoke Ture
Visoke Ture so sestavljene iz:
- Glocknergruppe (skupina Velikega Kleka): skupina Velikega Kleka je najvišje gorovje Koroške in hkrati najvišji vrh Avstrije (Veliki Klek 3798 m). Na njej najdemo obsežne ledenike, med njimi je največji Pasterca. Vzhodno od Pasterce pelje znamenita Visoka alpska cesta Grossglockner na prelaz Hochtor na 2504 m.
- Schobergruppe (skupina Šober): najvišja gora te gorske skupine z ledenikom je Petzeck (3283 m).
- Sonnblickgruppe ali Goldberggruppe (skupina Sonnblick ali Goldeck): najvišji vrh te skupine je Hocharn (3254 m). Tam najdemo tudi gore Hoher Sonnblick (3105 m) in Schareck (3122 m).
- Kreuzeckgruppe (skupina Kreuzeck): najvišji vrh v skupini je Polinik (2784 m). Drugi vrhovi so Kreuzeck (2702 m), Hochkreuz (2708 m) in Scharnik (Šarnik) (2665 m).
- Ankogelgruppe (skupina Ankogel): najvišja gora te skupine je Hochalmspitze (3360 m). Drugi najvišji vrh je Ankogel (3246 m). Tudi to skupino pokriva ledenik.
- Reißeckgruppe (skupina Reißeckgruppe: najvišji vrh skupine jugovzhodno od skupine Ankogel je Reißeck (2955 m), drugi vrh pa je Gmeineck (2592 m).

#### Krške Alpe
Krške Alpe segajo od doline reje Jezernice/Lieser (Liesertal) na zahodu do prelaza Neumarkter Sattel na vzhodu in od doline Mure na severu do Spodnje Dravske doline in do Celovške kotline na jugu. Najvišja gora tega gorovja je Eisenhut (2441 m). Krške Alpe razdelimo v:
- Nockberge: najvišji vrh je Rosennock (2440 m). Drugi vrhovi so Großer Königsstuhl (2336 m), Rinsennock (2334 m), Moschelitzen (Mošelica) (2310 m), Schwarzwand (2214 m), Milštatske Alpe (2091 m), ter Wöllaner Nock (2145 m).
  - Osojščica je 1909 m visoka gora severno nad Osojskim jezerom in je ena najjužnejših gora v skupini Nockberge.
- Metnitzer Berge (Motniške gore) med dolino Mure in dolino Motnice oz. Motniško dolino (Metnitztal): najvišji vrh je Pranker Höhe (2166 m).
- Mödringbergzug (gorovje Mödringberg med Motniško in Krško dolino.
- Vimiške gore (Wimitzer Berge) (po reki Vimica) med Krško dolino in dolino Gline: Najvišji vrh je Schneebauer Berg (1338 m).

#### Svinška planina
Svinška planina in Jezerske Alpe (Seetaler Alpen) v severu so med dolino Krčice na zahodu in Labotsko dolino na vzhodu. Najvišji vrh je Velika Svinja (2079 m).

#### Štajersko obrobno/mejno gorovje
Koroški del Štajerskega obrobnega gorovja razmejuje Labotsko dolino na zahodu od zahodno-štajerskega hribovja na vzhodu. Stubalpe in Packalpe so severno od prelaza Pack (Packsattel). Najvišji vrh je Ameringkogel (2187 m).
Golica se razteza med prelazom Packsattel do Labotske doline. Najvišji vrh je Großer Speikkogel (2140 m).

### Južne apneniške Alpe
Gorovja južno od Drave pripadajo z izjemo skupine Goldeck-Latschur k Južnim apneniškim Alpam.

#### Ziljske Alpe
Ziljske Alpe med Dravo in Ziljo razdelimo med Lienške Dolomite od zahodne meje do prelaza Gailbergsattel (Ziljski vrh). Vzhodno najdemo skupino Reißkofel (Reißkofelgruppe) (med Ziljsko goro in Višprijsko dolino), skupino Goldeck-Lačur (med Belim jezerom-Weissenbach (Beli Potok) in Dravsko dolino, v večji meri kristalinskega izvora), skupino Spitzegel in Dobrač. Najvišji vrh v Ziljskih Alpah je na Vzhodnem Tirolskem - to je Große Sandspitze (2772 m). Drugi vrhovi so: Spitzkofel (v Lienških Dolomitih) (2717 m), Tamerlanhöhe (2377 m), Reißkofel (2371 m), Latschur (Lačur) (2236 m), Goldeck (2142 m), Spitzegel (2119 m) in Dobrač (2166 m).

#### Karnijske Alpe
Karnijske Alpe predstavljajo naravno mejo z Italijo. So južno od Ziljske doline in sežejo do Ziljice na vzhodu. Najvišji vrhovi so Hohe Warte (2780 m), Zwölferspitze (2593 m), Pfannspitze (2678 m), Trogkofel (2279 m) in Gartnerkofel (2195 m). Poludnik je 1999 m visoka gora v vzhodnem delu Karnijskih Alp na avstrijsko – italijanski meji.

#### Karavanke
Karavanke nadaljujejo greben Karnijskih Alp proti vzhodu in tvorijo južno meje Avstrije do Republike Slovenije. Peč (1510 m) je gora na tromeji med Slovenijo, Avstrijo ter Italijo. Najvišji vrh je Stol (Hochstul) je gora, ki z 2236 metri in predstavlja najvišji vrh Karavank. V Karavankah so Kepa (2143 m, tretja najvišja gora v Karavankah) in Peca (2113 m). Dovška Baba je 1891 m visoka gora v Zahodnih Karavankah.
Obir je gorski masiv v severnem delu Karavank z najvišjim 2139 m visokim Ojstrcem.
Glej tudi: Seznam gora v Karavankah

#### Kamniške Alpe
Koroška ima tudi delež Kamniških Alp, katerih glavni del leži južno od Karavank v Sloveniji.

## Celovška kotlina in Osrednja južna Koroška
Celovška kotlina sega od Beljaka do Labota, od Roža na jugu do Trga in Starega Dvora na severu. Je osrednje naseljeno področje Koroške z mesti Celovec, Beljak, Šentvid ob Glini, Velikovec in Trg. 
Osrednji južnejši del kotline tvori Osrednjo južno Koroško, torej  Rož, Gure, Celovško polje, Osojske Ture in pobočja Štalenske gore ter v zgodovinski perspektivi Trško-Možberško gričevje in Gosposvetsko polje. S tem se v široki meri enači z etnološkim in dialektološkim pojmom Rož, »ki pa še obsega zahodne dele Podjune, t. i. Vršane, ter zahodne dele Velikovškega podgorja in pobočja Svinške planine«.
Kotlina je sestavljena iz dolin in kotlin, ki jih ločujejo hribovja in nižja gorovja. Pogosto se zamenja v pogovorih ter celo v znanstveni literaturi ne-geografov pojma Celovška kotlina takrat ko je mišljeno Celovško polje.
Nepopolni pregled kot sledi:

##### Nižine so:
- Beljaško polje okoli mesta Beljak.
- Rož med Beljakom in ustjem Krke leži med Karavankami na jugu in Gurami na severu.
- Celovško polje leži med Celovcem oz. Vrbskim jezerom in Tinjami, ki s svojim dekantom predstavljajo vzhodno polovico narečnega področja Celovškega polja. Le-to je prehodno narečje oz. govor ter velja za različico rožanščine.
  - Grabštanjsko polje pri Grabštanju.
  - Tinjsko polje pri Tinjah (tudi vas).
  - Vasjevaško polje pri Vasji vasi in
  - Šenttomažko polje pri Šenttomažu nad Celovcem.
  - Čilberško polje pri vasi Čilberk pri Šenttomažu med hriboma Osel in Čilberk
- Gosposvetsko polje med Celovcem in Šentvidom ob Glini.
- Grobniško polje med Šentvidom ob Glini in Starim Dvorom na severnem Koroškem.
- Podjuna med izlivom reke Bele pri Goričah in Žvabekom južno od Drave sega do Karavank, južno od Drave je Podjunska ravnina, severno pa Velikovško čezdravje oz. Velikovško gričevje. Obe pokrajini pa pripadata istemu podjunskemu narečju
- Pliberško polje pri Pliberku
  - Libuško polje pri Libučah pri Pliberku (znano bo znameniti pesnici Milki Hartman.

#### Hribovja in gorovja so:
- Gure med Vrbskim jezerom in Dravo.
- Štalenska gora jugovzhodno od Šentvida ob Glini in severno od Celovškega polja.
- Gosposvetsko gričevje na zahodnem vznožju Štalenske gore.
- Pogosto prištevamo tudi Osojske Ture k Celovški kotlini.
- Hribovje doline Gline z goro Vrh ali Uršlja gora (nemško Ulrichsberg) je severno od Celovca.

## Reke in doline
Največja reka Koroške je Drava. Pri Dravogradu priteče v Slovenijo na Koroško in preteče številne doline in kotline.  
- Zgornja Dravska dolina sega od Zgornjega Dravograda preko krajev Greifenburg in Steinfeld do kraja Sachsenburg in leži med gorovji Kreuzeck na severu in Ziljskimi Alpami na jugu.
- Temu sledi Lurnsko polje, ki seže do Špitala.
- Spodnja Dravska dolina med Špitalom in Beljakom leži med Ziljskimi Alpami na jugu in Mirnock na severu in teče v smeri severozahod-jugovzhod.
- Ostali tok Drave je v Celovški kotlini. Temu prištejemo v smeri toka Drave: a) Beljaško polje, b) Rož med Gurami na severu in Karavankami na jugu s Šentjakobom v Rožu, Borovljami in Žihpoljami, c) Podjuno ter d) globoko vrezano Labotsko Dravsko dolino. Približno 4 km jugovzhodno od Labota (Lavant) Drava priteče v Slovenijo.

Najvažnejše stranske reke (pritoki) Drave so (v vrstnem redu kot se vanjo izlivajo):
- Mela (Möll) izvira iz vznožja Velikega Kleka, je 80 km dolga in se izliva pri kraju Möllbrücke v Dravo. Dolina Mele (Mölltal) leži med skupinama Sonnblick in Reißeck na severu ter skupinama Schober in Kreuzeck na jugu. Največja naselja so Heiligenblut, Winklern in Zgornja Bela (Obervellach).
- Jezernica (Lieser) izvira izpod gore Kleiner Sonnblick. Teče skozi dolino Pöllatal, ki pri preide pri Rennweg-u v dolino Katschtal, ki zopet po izlivu v reko Malta pri Sovodnju (Gmünd) preide v dolino Liesertal. Reka Jezernica loči Visoke Ture od Krških Alp in se izliva pri Špitalu v Dravo.
  - Malta izvira pod goro Ankogel, zajezena je pri jezu Kölnbreinsperre, teče skozi dolino Malte (Maltatal) na dolžini 38 km. Dolino omejuje na zahodu skupina Reißeck, na vzhodu gora Reitereck Hafnerjeve skupine (Hafnergruppe). Edino večje naselje je kraj Malta. Reka Malta se izliva pri Sovodnju (Gmünd) v reko Jezernico.
- Tiebel izvira pri Außerteuchen severno od Osojščice, teče v širokem loku preko naselja Himmelberg in preko Trga ter se izliva v Osojsko jezero. Potok Osojskega jezera (Ossiacherseebach) se izliva v Trebinjski potok (Treffner Bach) in ta pri Beljaku v Dravo.
- Zilja izvira na Vrhodnem Tirolskem v dolini Tilliach in teče na dolžini 122 km skozi Lesno dolino (do trga Koče-Mute), Zgornjo Ziljsko dolino (do Šmohorja) in Spodnjo Ziljsko dolino (do Beljaka) ter se izliva pri Mariji na Zilji pri Beljaku v Dravo. 
  - Gosrinjski potok (Gössering) teče skozi Višprijsko dolino in se izliva pri Šmohorju v Ziljo.
  - Blaški potok izvira med Poludniško in Goričansko planino in se izliva v Blačah na Zilji v Ziljo.
  - Bistriški potok izvira na Bistriški planini, teče skozi Bistriški graben in se izliva v Bistrici na Zilji v Ziljo.
  - Draški potok izvira in se izliva v Draščah v Ziljo.
  - Ziljica izvira v bližini prelaza Na Žlebeh (oz. po kasnejšem prevodu iz italijanščine Nevejskega prelaza (oz. sedla - Sella Nevea) v Italiji, teče preko Rabeljskega jezera proti Trbižu in skozi Kanalsko dolino ter priteče pri vasi Megvarje-Vrata v Avstrijo. Po le nekaj kilometrih se izliva pri Podkloštru v Ziljo.
- Bela (Vellach) izvira iz Kamniških Alp, pretečo dolino Bele in Žitrajsko nižino v Podjuni. Pri Galiciji se izteče v Dravo.
- Krka je druga največja reka Koroške in je 120 km dolga. Izvira na Lattersteig-u, preteče Zgornjo Krško dolino (glavni kraj je tam Patergassen), nato Osko Krko (Enge Gurk oz. Sirniško ožino Krke/Sirnitzer Gurkenge) in Srednjo Krško dolino (glavno naselje je Strasburg) v Krških Alpah. V Celovški kotlini preteče Grobniško polje med Starim Dvorom in Launsdorf ter priteče pri Mostiču na širše področje Celovškega polja, kjer naredi lok v smer Celovca, teče mimo Šentlovrenca pri Šenttomažu nad Celovcem in se izliva pri Velikovcu v Dravo.
  - Raba izvira v Gosposvetskem gričevju na barju v Vogličah, teče mimo Ovš do Trdnje vasi in Hutne vasi ter se po Delnji vasi izliva v Krko.
  - Glina izvira na Osojskih Turah. Preteče Trg, dolino Gline (pri Šentvidu ob Glini), Gosposvetsko polje ter Celovško polje in se izliva nad Grabštanjom v Krko.
    - Vimica (Wimitz) izvira iz jezera Goggausee, preteče Vimiško gorovje in se izlive pri Šentvidu ob Glini v Glino.
    - Jezernica je naravni odtok Vrbskega jezera in se izliva pri Žrelcu v Glino.
      - Osojniški potok izvira v Gurah oz. v Strančičah in se izliva pri Žrelcu v Jezernico.

  - Krčica nastane pri Hüttenberg-u iz sovodnja dveh potokov. Preteče dolino Krčice in se izliva pri Mostiču v Krko.
  - Motnica (Metnitz) izvira iz Flattnitza, preteče dolino Motnice (Metnitztal) in od Brežji dalje skozi Breško polje ter se izliva pri Starem Dvoru v Krko. Največji naselji sta Motnica (Metnitz) in Breže(Friesach).
- Golovica izvira v bližini vrha Velike Svinje, teče skozi Grebinj in Rudo ter se izliva pri Šmiklavžu v Dravo.
- Bajdiška Borovnica teče skozi Borovlje in se izliva pri Spodnjih Borovljah v Dravo.
- Ljubeljska Borovnica teče skozi Borovniško pregradno jezero in se izliva pri Apačah v Dravo.
- Golovica izvira na Svinški planini, teče skozi Grebinj in Rudo ter se izliva pri Lipici v Dravo.
- Bistrica (z naglasom na i) izvira s Pece, mimo Bistrice pri Pliberku in skozi Libuško polje in Plibeka do Doba, kjer se izliva v Dravo.
- Labotnica izvira na Štajerskem  pri Zirbitzkogel. Med Jezerskimi Alpami (Seetaler Alpen) in Svinško planino na zahodu in gorami Packalpe in Golico na vzhodu teče skozi Zgornjo Labotsko dolino, t. i. Twimberger Graben in Spodnjo Labotsko dolino, ki ima značaj kotline. Po 64 km se izliva pri Labotu v Dravo. Največja naselja so: Bad Sankt Leonhard im Lavanttal (Šentlenart v Labotski dolini), Volšperk in Šentandraž v Labotski dolini.

Dolino Gegendtal (slovensko tudi Trebinjsko podolje) v gorovju Nockberge med naselji Radenthein in Beljakom ne moremo jasno pripisati eni reki. Na severnem delu od jezera Brennsee teče proti severu potok Feldbach, medtem ko na večjem južnem delu teče od Cobrškega jezera (Afritzer See) proti jugu Cobrški potok (Afritzerbach), ki se izliva v Trebinjski potok (Treffner Bach).

## Jezera
Glej tudi: Jezera na avstrijskem Koroškem
Avstrijska Koroška ima okoli 1270 jezer, večji del je t. i. jezer v obliki jezika, s površino okoli 60 km². 50 km² pa zavzamejo štiri največja jezera:
- Vrbsko jezero (površina: 19 km²): Vrbsko jezero je zahodno od Celovca. Pomembni kraji so Vrba ob Vrbskem jezeru, Poreče in Kriva vrba.
- Milštatsko jezero (površina: 13 km²): Milštatsko jezero leži severovzhodno od Špitala. Naselja ob Milštatskem jezeru sta Milštat (tudi Milje) in Seeboden. Ob Milštatskem jezeru je pomembno karantansko kulturno središče kneza in slovansko-slovenskega svetnika Domicijana
- Osojsko jezero (površina: ok. 11 km²): Osojsko jezero je severovzhodno od Beljaka. Glavni naselji sta Osoje in Bodensdorf.
- Belo jezero (površina: 6 km²): Belo jezero je severno od Šmohorja. Edino naselje na Belem jezeru je Techendorf.

Druga, zlasti v slovenskem kulturno-zgodovinskem kontekstu pomembna jezera so:
- Baško jezero južno od Beljaka,
- Boršt nad Vrbo,
- Breško jezero pri Bistirci pri Pliberku,
- Brško jezero na Brški planini na Zilji,
- Dobiško jezero pri Bekštanju oz. pri Ločah nad Baškim jezerom
- Goslinjsko jezero v Podjuni,
- Habnerjevo jezero v Hodišah
- Hodiška dolina jezer v Gurah,
- Hodiško jezero v Gurah,
- Klopinjsko jezero v Podjuni,
- Malo jezero nad Vrbo,
- Malo jezero v Podjuni,
- Mlinarjev_bajer_(birt) v Gurah,
- Preseško jezero vzhodno od Šmohorja
- Rjavško jezero v Hodišah
- Tihojsko jezero v Podjuni,
- Zablaško jezero v Podjuni,
- Zajzersko jezero nad Vrbo

in
- Bistriško pregradno jezero v Rožu
- Boroveljsko pregradno jezero v Rožu
- Borovniško pregradno jezero ob Borovnici pod Obirjem
- Velikovško pregradno jezero pri Velikovcu

ter
- Dolgo jezero pri Šentvidu ob Glini zaradi svojega samostana, kjer so zapisana zgodnje karantansko-slovenska imena,
- Cobrško jezero (Afritzer See)
- Kraiger See (Kraig blizu Šentvida ob Glini; 5 ha)